# Actias ningpoana
Actias ningpoana  (лат.) — вид бабочек-павлиноглазок из подсемейства Saturniinae. 

## Ареал
Распространён в Китае.

## Описание
Гусеницы питаются на камфорном дереве, Liquidambar formosana, гибискусе, сальном дереве, иве вавилонской, орехе маньчжурском. Усики двусторонне-перистые. Передние крылья треугольной формы, с серповидно приостренной вершиной. Задние крылья с лировидно вытянутыми анальными углами, в виде хвостов, которые поддерживаются удлиненными и изогнутыми жилками М3, Cu1 Сu2 и А2. У самцов вытянутая часть задних крыльев почти равна или превышает ширину крыла, у самки — меньше ширины крыла. Окраска крыльев бледно-зелёная или зеленоватая.